# تشكل البنية
يشير تشكل البنية إلى مشكلة جوهرية في علم الكون الفيزيائي، فالكون كما يعرف اليوم من ملاحظة إشعاع الخلفية الميكروني الكوني بدأ بحالة بسيطة كثيفة ساخنة قبل 13,7 مليار عام، لكن يرى في السماء اليوم بنًى من كل الأحجام مثل الكواكب والنجوم والمجرات وحتى مجموعات وعناقيد المجرات وفراغ هائل بين المجرات. فكيف تكون كل هذا من كون بدائي بسيط الشكل؟
في علم الكون الفيزيائي، «تشكل البنية» هو تكوين المجرات وعناقيد المجرات والبنيات الأكبر من تقلبات الكثافة الصغيرة المبكرة. كان الكون، كما هو معروف الآن من رصد إشعاع الخلفية الكونية الميكروي، في حالة ساخنة وكثيفة وموحدة تقريبًا قبل نحو 13.8 مليار عام. مع ذلك، عندما ننظر إلى السماء اليوم، نرى بنيات ذات أحجام مختلفة، تتراوح بين النجوم والكواكب والمجرات، بالإضافة إلى العناقيد المجرية وبنيات مجرية تشبه الصفائح مفصولة بفراغات هائلة تحتوي على عدد قليل من المجرات. تحاول أبحاث تشكل البنية نمذجة طريقة تشكل هذه البنيات الناتجة عن عدم الاستقرار الجذبوي لتموجات الكثافة المبكرة الصغيرة.
نجح نموذج «لامبدا سي دي إم» الحديث في التنبؤ بالتوزيع واسع النطاق للمجرات والعناقيد والفراغات. ولكن على نطاق المجرات الفردية، تتعقد الأمور بسبب العمليات غير الخطية للغاية التي تشمل الفيزياء البارونية، وتسخين وتبريد الغازات، وتشكل النجوم ورد فعلها. يُعد فهم عمليات تشكل المجرات موضوعًا رئيسيًا لأبحاث علم الكون الحديثة، من خلال عمليات الرصد مثل حقل «هابل» العميق الفائق وعمليات المحاكاة الحاسوبية الكبيرة.

## نظرة عامة
وفقًا للنماذج الحالية، نشأت بنية الكون المرصود وفق المراحل التالية:

### الكون المبكر جدًا
في هذه المرحلة، كانت بعض الآليات، مثل التضخم الكوني، مسؤولةً عن تحديد الظروف الأولية للكون: التجانس وتوحد الخواص والاستواء. أدى التضخم الكوني أيضًا إلى تضخيم التقلبات الكموية الدقيقة (ما قبل التضخم) لتصبح تموجات من الكثافة الزائدة والكثافة الناقصة (ما بعد التضخم).

### نمو البنية
كان الكون المبكر مغمورًا بالإشعاع. في هذه الحالة، نمت تقلبات الكثافة الأكبر من الأفق الكوني بالتناسب مع عامل المقياس، مع ثبوت تقلبات كمون الجاذبية. بقيت البنيات الأصغر من الأفق مُجمدة بشكل أساسي بسبب الهيمنة الإشعاعية التي أعاقت عملية النمو. مع توسع الكون، انخفضت كثافة الإشعاع بشكل أسرع من كمية المادة (بسبب الانزياح الأحمر لطاقة الفوتونات)؛ أدى هذا إلى تقاطع يسمى «مساواة الإشعاع والمادة» بعد نحو 50000 سنة من الانفجار العظيم. بعد هذا، نمت تموجات المادة المظلمة بحرية، لتشكل بذلك بذور تكون الباريونات لاحقًا. شكل حجم الكون في هذه الحقبة تحولًا في طيف قدرة المادة التي يمكن قياسها في مسوحات الانزياح الأحمر الكبيرة.

### إعادة الاندماج
انغمر الكون بالإشعاع في معظم هذه المرحلة، وبسبب الحرارة والإشعاع الشديدين، تأين الهيدروجين والهليوم البدائيان بالكامل مُخلفان نوى وإلكترونات حرة. في هذه الحالة الحارة والكثيفة، لا يمكن للإشعاع المكون من الفوتونات السفر بعيدًا قبل أن يتعرض لتأثير تبعثر «تومسون» نتيجة تصادم الفوتونات مع الإلكترونات. كان الكون حارًا وكثيفًا للغاية، ولكنه كان يتوسع بسرعة ويبرد. أخيرًا، بعد أقل من 400000 عام من الانفجار العظيم، أصبح الكون باردًا (3000 كلفن تقريبًا) بما يكفي لتلتقط البروتونات الإلكترونات سالبة الشحنة، لتتشكل بذلك ذرات هيدروجين ذات شحنة محايدة. (تكونت ذرات الهيليوم في وقت سابق بسبب طاقة ربطها النووية الأكبر). بمجرد ارتباط جميع الجسيمات المشحونة لتكوين ذرات محايدة، لم تعد الفوتونات تتفاعل معها، وأصبحت حرةً للانتشار طوال السنوات الـ 13.8 مليار التالية. نستطيع حاليًا رصد تلك الفوتونات التي تعرضت لتأثير الانزياح الأحمر بعامل 1090، والتي انخفضت حرارتها لتصل إلى 2.725 كلفن، مُشكلةً إشعاع الخلفية الكونية الميكروي (سي إم بي) الذي يملئ الكون اليوم. كشفت العديد من المهمات الفضائية الرائدة، (مسبار مستكشف الخلفية الكونية، ومسبار «ويلكينسون» لقياس التباين الميكروي، وتلسكوب «بلانك»)، اختلافات طفيفة جدًا في كثافة ودرجة حرارة سي إم بي. كانت هذه الاختلافات دقيقة، ويبدو أن سي إم بي متجانس تقريبًا في جميع الاتجاهات. مع ذلك، فإن الاختلافات الطفيفة في درجات الحرارة، التي تعادل أجزاء قليلة من كل 100000، هي ذات أهمية كبيرة، لأنها كانت في الأساس «البذور» المبكرة التي تطورت منها جميع البنيات المعقدة اللاحقة في الكون.
جرت الأحداث الكونية بعد أول 400000 سنة وفقًا لتشكل البنية الهرمي: تشكلت البنيات المُقيدة بالجاذبية مثل المواد المتجمعة التي تشمل النجوم الأولى والعناقيد النجمية، ثم اندمجت لاحقًا مع الغازات والمادة المظلمة لتشكيل المجرات، تليها المجموعات والعناقيد المجرية والعناقيد المجرية الهائلة.